# Luray (Kansas)
Luray è un comune degli Stati Uniti d'America, situato nello Stato del Kansas, nella contea di Russell.